# Michael Lauber
Michael Christoph Lauber, né le 12 décembre 1965 à Olten (originaire de Winterthour et de Lucerne), est un avocat et magistrat suisse. De 2012 à 2020, il occupe le poste de procureur général de la Confédération et dirige le Ministère public de la Confédération.

## Biographie

### Jeunesse
Michael Christoph Lauber, dit Mike Lauber depuis les années 1990, naît le 12 décembre 1965 à Olten, dans le canton de Soleure. Il est originaire de Winterthour et de Lucerne. Il est le fils d'un pasteur et d'une mathématicienne. Il a un frère cadet.
Après avoir terminé son gymnase à Olten, il obtient sa licence en droit à l’Université de Berne puis son brevet d'avocat en 1992. 

### Carrière
En 1992, il commence sa carrière en tant que juge d'instruction auprès du canton de Berne. Il quitte le poste un an plus tard et devient chef de brigade à la police judiciaire du canton de Berne. En 1995, il est nommé chef de la division de lutte contre le crime organisé et le blanchiment à l'Office fédéral de la police. Il démissionne en 2000 à la suite d'un désaccord en interne puis travaille comme avocat durant un an à Zurich, où il dirige notamment PolyReg, un organisme d'autorégulation interprofessionnel d’intermédiaires financiers.
Il officie comme directeur du Bureau de communication en matière de blanchiment d'argent du Liechtenstein de 2001 à 2004. Pendant les six années suivantes, il est à la tête de l'association des banquiers de la principauté.
Le 28 septembre 2011, il est élu au poste de procureur général de la Confédération par l'Assemblée fédérale, avec 203 voix sur 206 bulletins valables. Il succède à ce poste au Schaffhousois Erwin Beyeler (de). C'est la première fois que le Parlement désigne le procureur général : jusqu'ici, ce magistrat était nommé par le Conseil fédéral. Michael Lauber est réélu le 17 juin 2015 par 195 voix sur 216 bulletins valables, puis en 2019 pour un troisième mandat avec 129 voix sur 243 bulletins valables.
À la fin mai 2020, la Commission judiciaire de l'Assemblée fédérale ouvre une procédure de révocation à son encontre. Il démissionne le 24 juillet 2020, avec effet au 31 janvier 2021 en raison de son solde de vacances au 31 août 2020, tout en continuant de « rejeter fermement l’accusation de mensonge ». La Commission judiciaire décide à la mi-août de clore la procédure de révocation dirigée contre lui. Son successeur, Stefan Blättler, n'est élu qu'un an plus tard, en septembre 2021, après trois mises au concours.

### Vie privée
Il n'est membre d'aucun parti, même s'il vient d'une famille à sensibilité libérale.
Il a le grade de capitaine à l'armée.
Il vit en partenariat enregistré à Zurich.

## Affaire judiciaire

### Affaire de la FIFA
Il est épinglé lors d'une instruction sur le président de la FIFA, Gianni Infantino. Il a eu des réunions de travail informelles avec celui-ci, pour lesquelles il ne produit de procès-verbal contrairement à ce qu'exige le code de procédure pénale. En mars 2020, l'Autorité de surveillance du Ministère public de la confédération (MPC) lui inflige une baisse de salaire de 8 % pour un an, considérant qu'il a fait preuve de comportement déloyal et donné de fausses déclarations lors de ses auditions à propos de ses rencontres avec Gianni Infantino.
D'autres rendez-vous informels ont eu lieu dans différents dossiers, notamment sur l'enquête des pots-de-vin versés par Petrobras au Brésil, par l'intermédiaire de banques suisses. Il a notamment fait des voyages au Brésil, au cours desquelles des rencontres n'ont pas été documentées.

### Affaire russe
Avant 2017, Michael Lauber a voyagé à plusieurs reprises en Russie avec un policier fédéral condamné en 2019 pour acceptation d'avantages. En mai 2020, l'opposant russe Alexeï Navalny prétend que Michael Lauber a participé à un voyage en bateau en Russie avec cet ancien policier. Ces collusions du MPC auraient influencé la non-ouverture d'enquêtes en lien avec du blanchiment d'argent de fonctionnaires russes dans des banques suisses,.